# WTA German Open 1982
Il WTA German Open 1982 è stato un torneo di tennis giocato sulla terra rossa.
È stata la 70ª edizione del German Open, che fa del WTA Tour 1982.
Si è giocato al Rot-Weiss Tennis Club di Berlino in Germania dal 17 al 23 maggio 1982.

## Campionesse

### Singolare
Bettina Bunge ha battuto in finale  Kathy Rinaldi con il punteggio di 6–2, 6–2.

### Doppio
Liz Gordon /  Beverly Mould hanno battuto in finale  Bettina Bunge /  Claudia Kohde Kilsch con il punteggio di 6–3, 6–4.